# Ip, Sălaj
Ip là một xã thuộc hạt Sălaj, România. Dân số thời điểm năm 2002 là 3916 người.